# J. M. Barrie
Sir James Matthew Barrie, đệ nhất nam tước (sinh ngày 09 tháng 5 năm 1860 - mất ngày 19 tháng 6 năm 1937) là một tiểu thuyết gia và nhà viết kịch người Scotland, con của một gia đình thợ dệt ở một thị trấn nhỏ, được biết đến là tác giả của tác phẩm "Peter Pan". Ông sinh ra và học tập tại Scotland sau đó chuyển tới Luân Đôn, nơi ông đã phát triển sự nghiệp nhà văn và nhà viết kịch. Ở đó ông gặp những đứa trẻ nhà Llewelyn Davies, là nguồn cảm hứng để ông viết về một cậu bé có những chuyến phiêu lưu kì diệu trong khu vườn Kensington (được đề cập trong truyện Chú chim trắng nhỏ bé), và sau này là truyện Peter Pan,
hay là cậu bé không bao giờ lớn (Peter Pan, or The Boy Who Wouldn't Grow Up), một "vở kịch thần tiên" về một cậu bé không bao giờ lớn và một cô bé tên Wendy đã có những chuyến phiêu lưu ở vùng đất Neverland thần kỳ.